# Неонатицид
Неонатицид је облик чедоморства који је извршен над тек рођеним дететом (новорођенчетом). У многим правним системима укључујући и српски, препознат је као посебно кривично дело које се разликује од класичног убиства, уколико је убиство извршила мајка након порођаја. Историјски је био честа појава, и његови разлози су били често друштвене природе.

## Историјски преглед

### Стари век
У старој Атини неонатицид је примењиван као начин планирања породице, где су породице бројале махом мањи број деце, а деца која су сматрана за "вишак" су убијана. Најчешће су то били девојчице, што се објашњава тадашњим друштвеним односима, а начин убијања је често био пасивни неонатицид где је дете остављено да само умре. У старој Спарти, неонатицид је практикован као део обичајног права, где је старешина вршио процену да ли рођени дечак има неке недостатке, и уколико би утврдио да има, дечак би био убијан.
У старој Кини, девојчице су посматране као мање пожељна деца од дечака, и често су убијане након рођења, што је посебно долазило до изражаја током великих криза попут глади и ратова. У старој Индији, где се очекивало да родитељи обезбеде девојци мираз након удаје, неонатицид девојчица се оправдавао финансијским губитком који је он доносио.
У старом Риму, шеф породице (pater familias) је према Законима дванаест таблица био у обавези да убије деформисану децу. Закон је такође давао оцу право живота и смрти над децом. Закон је међутим забрањивао чедоморство у другим случајевима, осим ако није постојало пет сведока који би посведочили да је новорођенче било превише слабо и због тога не би могло да преживи. У периоду домината у старом Риму под утицајем хришћанске религије чедоморство које би извршила жена почиње строго да се кажњава, међутим чедоморство које би извршио шеф породице је и даље толерисано, све до законског ограничења апсолутне очинске власти током цара Константина.

### Средњи век
Током средњег века, чедоморство је било регулисано углавном обичајним правом, или су се њиме бавили црквени судови који су спроводили канонско право. Казне су се углавном састојале у забранама везаним за учешће у црквеном животу, или у казнама попут обавезног поста. У Франачкој, Салијски законик у 6. веку прописује новчану казну од 100 солида, за убиство плода или новорођенчета. У средњем веку су били чести случајеви убиства новорођене деце рођене ван брака, пошто би рођење таквог детета штетило статусу жене и угледу породице у заједници.

### Нови век
У новом веку долази до интересовања државе за случајеве убиства новорођенчади. Неонатицид почиње строжије да се кажњава, а за претпоставку убиства детета често је била довољна чињеница да је новорођенче пронађено мртво, а да је мајка скривала трудноћу. Током 1693. Енглески парламент је донео закон којим се забрањивало тајно сахрањивање деце рођене ван брака, како би се избегло потенцијално сакривање доказа. Неонатицид је посматран као класично убиство све до 19. века када је у Аустријским казненим закоником из 1803. неонатицид који би починила мајка био блаже кажњаван од обичног убиства, а у обзир је узимано и психичко стање мајке након порођаја. Током 19. века све више се јавља тенденција да се неонатицид блаже кажњава од класичног убиства, слично убиству из нехата.

## Социолошки подаци
Према истраживањима која су током 80их и 90их вршена у САД, неонатицид су најчешће вршиле младе мајке, првороткиње, које нису имале партнера и живеле су са својим родитељима. Неке од ових студија су показале да починитељке већином биле психички урачуњиве и нису имале менталне поремећаје. Истраживања у САД и Великој Британији нису пронашла значајну разлику у полу беба над којима је извршен неонатицид. Ово одудара од земаља у развоју где је неонатицид чешћи уколико је у питању девојчица.
У Западној Африци су убиства новорођенчади често мотивисана друштвеном стигмом услед рођења детета ван брака или рођења детета у одсуству мужа. Забележени су и случајеви да су родитељи новорођенче убили из сујеверја, пошто су веровали да је дете повезано са натприродним силама, попут злих духова или да носи лош знак. У западноафричкој држави Сенегал, где је абортус доступан једино у случају да је живот мајке угрожен, и није дозвољено извршити абортус ни у случају силовања или инцеста, неонатицид се сматра једним од начина којим жене контролишу рађање нежељене деце. Према подацима из Сенегала, од 1/3 до 1/4 свих затвореница у Сенегалу је осуђено на затворску казну због илегалног абортуса или неонатицида.

## Ситуација у Србији
У Србији су се деца рођена ван брака сматрала за "копилад", што је сматрано великом срамотом за породицу. У неким крајевима западне Србије, забележено је да је према обичајном праву неудата жена која би родила дете била каменована. Таква ситуација где је статус и сам живот мајке био доведен у питање, била је велики мотив за мајку да изврши неонатицид и тако избегне последице рођења детета ван брака. Деца су често остављана у вировима река и шупљинама дрвећа, нарочито током ратова када су мужеви били одсутни.
У средњовековној Србији, 96. чланом Душановог законика је била предвиђена казна спаљивања за убиство члана породице, укључујући и дете.
У модерној Србији, након Првог српског устанка, долази до доношења закона којим се забрањује убиство новорођенчета. Закон Проте Матеје из 1804. и Карађорђев законик из 1807. наређују да се жени која би затруднела ван брака не сме наудити, а њој се забрањује да изврши чедоморство након порођаја. Дозвољава јој се могућност да дете кришом остави на јавном месту где ће га неко пронаћи и преузети бригу о њему. Уколико би ипак извршила чедоморство, претила јој је смртна казна.
У Краљевини Југославији се чедоморство различито кажњавало у зависности од тога да ли је мајка дете родила у браку, или је дете родила без склопљеног брака. Уколико се радило о удатој жени, мајка се кажњавала строгим затвором, а уколико је била реч о неудатој жени, казна је била обичан затвор са могућношћу ублажавања казне. Према Статистичком годишњаку из 1934. у Краљевини Југославији је осуђено 77 жена које су извршиле кривично дело чедоморства, док је 93 жена осуђено због абортуса. Висок степен чедоморстава у односу на број абортуса, може се објаснити чињеницом да је женама то у тадашњим условима остајало као једини избор при планирању породице.
Након успостављања социјалистичке Југославије, Кривични законик ФНРЈ (1951) посебно препознаје неонатицид, који се регулише након убиства из нехата. Члан 138. каже: "Мати која лиши живота своје дете за време порођаја, док траје поремећај што га је код ње изазвао порођај, казниће се затвором најмање 6 месеци".
Каснији закони које су доносиле државе бивше Југославије, углавном су следиле сличне законске одредбе. Кривични законик Србије из 2019. неонатицид назива "убиством детета при порођају", и неонатицид регулише на сличан начин члан 116: "Мајка која лиши живота своје дете за време порођаја или непосредно после порођаја, док код ње траје поремећај изазван порођајем, казниће се затвором од шест месеци до пет година."

## Приказ у митологији
Убиство новорођенчади је био чест мотив у грчкој митологији. У Теогонији, најстаријем извору грке митологије, титан Хронос гута своју децу чим се она роде како се не би испунило пророчанство према коме га она свргавају с престола. У миту о Едипу, Едипов отац свог тек рођеног сина оставља самог на планини, како се не би испунило пророчанство према коме Едип убија свог оца и преузима престо.
У Књизи изласка у Старом завету, египатски фараон наређује бабицама да убијају јеврејску мушку децу на порођају, након што бабице то нису желеле да спроведу у дело, наређује Јеврејима да своју мушку децу бацају у воду након рођења.
У словенској митологији након смрти некрштеног новорођенчета може настати натприродно биће које изазива несрећу и страх међу људима, а сам приказ тог бића варира од краја до краја. Најстарији назив за ово биће је нав, а постоје и други локални називи попут дрекавца, плакавца итд. Према народном веровању појединих крајева, ово биће има утицаја и на временске непогоде, као и на болести које погађају малу децу.